# Schulleitung
Die dienstlichen Aufgaben der Schulleitung (Schulleiter bzw. Schulleiterin, teilweise auch Direktor/Direktorin bzw. Rektor/Rektorin) sind in Deutschland in den verschiedenen Schularten durch die 16 verschiedenen Landesschulgesetze geregelt.
Bei den Grund- und Hauptschulen ist die Schulleitung den Lehrkräften vorgesetzt. Bei den weiterführenden Schulen ist die Schulleitung dienstvorgesetzt und hat insbesondere auch eine Beurteilungsfunktion.
In Baden-Württemberg ist für alle Schularten der Regierungspräsident Dienstvorgesetzter. Der Schulleiter ist nur für schriftliche Missbilligungen nach der Landesdisziplinarordnung als Dienstvorgesetzter tätig.

## Formale Aspekte
Formal vertritt die Schulleitung die Schule nach außen (auch dem Elternbeirat (je nach Bundesland unterschiedlich) und der Presse gegenüber). Sie trägt Verantwortung für den ordnungsgemäßen Dienstbetrieb, den gleichmäßigen Einsatz der Lehrkräfte sowie einen geregelten Stunden- und Aufsichtsplan.
Die Schulleitung beruft die Schulkonferenz ein sowie die Gesamtlehrerkonferenz, die unter ihrer Leitung stattfindet. Sie erlässt und vollzieht Verwaltungsakte wie z. B. die Aufnahme und Entlassung von Schülern.
Darüber hinaus trägt sie Sorge für die Erfüllung der Schulpflicht (z. B. Schulversäumnisse oder Beurlaubung von Schülern) und verfügt über das Hausrecht. Je nach Schulart hat sie eine Funktion als Vorgesetzte bzw. als Dienstvorgesetzte der Lehrkräfte (z. B. zur Beurteilung der Lehrkräfte, Disziplinarmaßnahmen). Ebenfalls wirkt sie in verschiedenen Gremien mit.

## Inhaltliche Aspekte
Eine Schulleitung sichert die Unterrichtsqualität, steuert die Prozesse der Schulentwicklung und übernimmt administrative Aufgaben. Sie agiert in einem Spannungsfeld aus Ministerium, Schulträger, Schüler- und Elternschaft, Lehrerkollegium und Öffentlichkeit.

### Fort- und Weiterbildung
Zu den wichtigen Aufgabengebieten der Schulleitung zählt eine nachhaltige  Personalentwicklung. Diese basiert auf Grundlage einer kontinuierlichen Fort- und Weiterbildung der Lehrer.

## Professionalisierung
Angesichts der zunehmenden Komplexität von Schulleitungsaufgaben werden Überlegungen wichtig, wie Schulleitungen das leisten können.
Eine Professionalisierung der Schulleitung soll eine qualifizierte Ausbildung für dieses Amt sichern sowie eine den Anforderungen gerechten Auswahl, Maßnahmen der Weiterqualifizierung/systematische Personalentwicklung, eine angemessene Dienststellung und Unterstützungssysteme.
Nach dem Konzept der Kooperation und kooperativen Führung ist Kooperation in Schulen sowohl Mittel als auch Ziel. Die Schulleitung schafft Rahmenbedingungen und unterstützt die Umsetzung an der Schule, zudem ist sie ein Vorbild für kooperatives Handeln.
Ein integratives Führungskonzept in Schulen geht von einer klaren pädagogischen Zielorientierung aus und ist pädagogischen Werten verpflichtet.